# كانديس هوبكينز
كانديس هوبكينز هي كاتِبة وفنانة كندية، ولدت في 1977 في وايت هورس في كندا.